# James Marsden
James Paul Marsden (Stillwater, Oklahoma; 18 de septiembre de 1973) es un actor, cantante y modelo estadounidense. Es reconocido por sus actuaciones en la trilogía X-Men con el rol de Cyclops (Cíclope), en la serie de televisión Westworld como Teddy Flood, como el Príncipe Edward en las películas Encantada y Desencantada, Tom Wachowski en las películas Sonic, Sonic 2 y Sonic 3, en Disturbing Behavior, Superman Returns, Hairspray y 27 Dresses. Fue parte del grupo de modelos de Versace.

## Biografía
James Marsden nació en Stillwater, Oklahoma. Es hijo de un destacado profesor universitario y una nutricionista que se separaron cuando tenía nueve años. James tiene cinco hermanos: dos hermanas, Jennifer y Elizabeth, y tres hermanos, Jeff, Robert y el también actor Jason Marsden.
Asistió a la Escuela Secundaria Hefner y Putnam City North High School, en Oklahoma City, y más tarde asistió a la Oklahoma State University, donde estudió periodismo televisivo. Inició sus estudios de periodismo radiofónico en la Universidad de Oklahoma pero optó por renunciar a su formación universitaria para probar suerte como actor. Era también un miembro de la fraternidad Delta Tau Delta.
Actualmente, vive en la ciudad de Los Ángeles, California, la cual le ofrece la oportunidad de practicar sus actividades favoritas: el patinaje sobre ruedas, el vóley playa y el baloncesto.

## Trayectoria

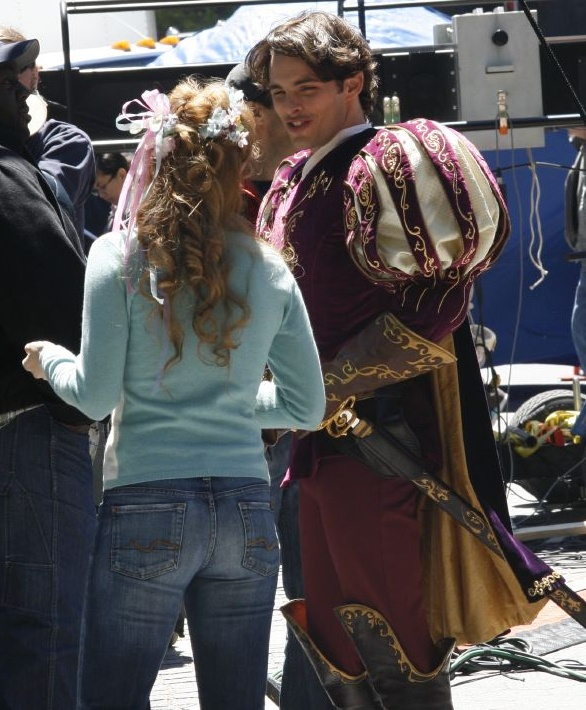
James Marsden junto con Amy Adams en el set de Encantada (2007).

La arriesgada decisión de dejar sus estudios por la interpretación pronto daría sus frutos cuando, en 1992, James fue seleccionado para protagonizar el episodio piloto en la comedia costumbrista The Nanny, para interpretar a continuación otros roles en la película para televisión titulada In the line of Duty: Ambush at Waco, así como en la serie televisiva Second Noah. Asimismo, James interpretó papeles esporádicos en la serie dramática Party of Five, que lo convirtió en uno de los favoritos de los jóvenes telespectadores.
En 1998, su popularidad le valió un papel de coprotagonista en el thriller juvenil Disturbing Behavior, con Katie Holmes mientras grababan Dawson's Creek en ese año, para incorporarse más tarde al elenco de la película Gossip.
Se hizo popular en la gran pantalla al interpretar a Cíclope en la adaptación cinematográfica X-Men realizada por Bryan Singer, sobre la popular serie de cómics homónima. Este muy deseado rol brindó a Marsden un anticipo de una carrera estelar, ya que la imagen del actor apareció en las enormes vallas publicitarias que se distribuyeron por todo el país.
Al año siguiente su fama continuó en ascenso gracias al papel de Gleen Foy en la serie de televisión Ally McBeal, transmitida por la cadena FOX.
Interpretaria a Cíclope en X-Men, su segunda parte X-Men 2 (2003), y en la tercera parte X-Men: The Last Stand (2006), además de un cameo en X-Men: días del futuro pasado. Interpretó al novio de Lois Lane en la película Superman Returns, también dirigida por Bryan Singer, y ha participado en la película 27 Dresses, donde su papel es el de un periodista y que protagoniza junto a Katherine Heigl.
Marsden ha planificado cuidadosamente su carrera, decantándose por las películas que le permiten demostrar su versatilidad histriónica, en lugar de limitarse a explotar su aspecto de ídolo del público juvenil que consiguió en sus papeles televisivos de los años 1990. Su papel de Neal Oliver en Interstate 60, no solo le ha brindado la oportunidad de trabajar con un notable reparto, sino que también le ha permitido explotar su habilidad para combinar en su actuación los elementos de suspenso, amor y humor.
Cantante y buscador de talentos, Marsden es aficionado a los musicales de Hollywood y, en el futuro, espera participar en las producciones musicales que se escenifican en Broadway y fuera de este circuito. En su reciente proyecto cinematográfico Sonic, la película interpreta a Tom Wachowski, un sheriff que se topa con el personaje titular.

## Vida personal
Marsden se casó con la actriz Lisa Linde, hija del compositor de música country Dennis Linde, el 22 de julio de 2000. Marsden y Linde tuvieron dos hijos: Jack Holden y Mary James.  Lisa Linde solicitó el divorcio el 23 de septiembre de 2011. Además tuvo otro hijo en 2012 con su expareja, la modelo Rose Costa.

## Filmografía

### Cine
| Año  | Película                                 | Rol                    | Notas y premios |
| ---- | ---------------------------------------- | ---------------------- | --- |
| 1994 | No Dessert, Dad, till You Mow the Lawn   | Tyler Cochran          | |
| 1996 | Public Enemies                           | Doc Barker             | Película para vídeo |
| 1997 | Bella Mafia                              | Luka Carolla           | Película de mafia |
| 1997 | Campfire Tales                           | Eddie                  | Segmento: "The Hook" |
| 1998 | Disturbing Behavior                      | Steve Clark            | Película de suspenso juvenil |
| 2000 | Gossip                                   | Derrick Webb           | |
| 2000 | X-Men                                    | Scott Summers/Cíclope  | Blockbuster Entertainment Award al mejor actor de reparto - Ciencia Ficción Nominado—MTV Movie Award al Mejor Equipo en Pantalla (compartido con Halle Berry, Hugh Jackman, Anna Paquin) |
| 2001 | Sugar & Spice                            | Jack Bartlett          | |
| 2001 | Zoolander                                | John Wilkes Booth      | |
| 2002 | Interstate 60: Episodes of the Road      | Neal Oliver            | |
| 2003 | X-Men 2                                  | Scott Summers/Cíclope  | |
| 2004 | The 24th Day                             | Dan                    | |
| 2004 | The Notebook                             | Lon Hammond, Jr.       | |
| 2005 | Heights                                  | Jonathan Kestler       | |
| 2006 | The Alibi                                | Wendell Hatch          | |
| 2006 | 10th & Wolf                              | Tommy                  | |
| 2006 | X-Men: The Last Stand                    | Scott Summers/Cíclope  | Rol secundario. |
| 2006 | Superman Returns                         | Richard White          | Nominado—Saturn Award al Mejor actor de reparto |
| 2007 | Hairspray                                | Corny Collins          | Critics' Choice Award al mejor conjunto (compartido con elenco de Hairspray) Hollywood Film Festival Award al mejor conjunto del año - Musical/Comedia (compartido con elenco de Hairspray) Palm Spring International Film Festival Award al mejor reparto (compartido con elenco de Hairspray) Nominado—Premio del Sindicato de Actores al mejor reparto (compartido con elenco de Hairspray) |
| 2007 | Enchanted                                | Príncipe Edward        | Nominado— 2008 Teen Choice Award al Mejor actor en película de comedia(también por 27 Dresses) |
| 2008 | 27 Dresses                               | Malcolm Kevin Doyle    | Nominado— 2008 Teen Choice Award al Mejor actor en película de comedia(también por Enchanted) |
| 2008 | Sex Drive                                | Rex Lafferty           | |
| 2009 | The Box                                  | Arthur Lewis           | |
| 2010 | Death at a Funeral                       | Oscar                  | Nominado—Teen Choice Award al Mejor embustero |
| 2010 | Cats & Dogs: The Revenge of Kitty Galore | Diggs                  | Voz |
| 2011 | Hop                                      | Fred O'Hare            | |
| 2011 | Straw Dogs                               | David Sumner           | |
| 2012 | Robot & Frank                            | Hunter                 | |
| 2012 | Bachelorette                             | Trevor                 | |
| 2012 | Small Apartments                         | Bernard Franklin       | |
| 2012 | As Cool As I Am                          | Chuck Diamond          | |
| 2013 | 2 Guns                                   | Harold "Harvey" Quince | |
| 2013 | The Butler                               | John F. Kennedy        | Nominado—Premio del Sindicato de Actores al mejor reparto |
| 2013 | El cuento de la princesa Kaguya          | Príncipe Ishitsukuri   | Doblaje en inglés |
| 2013 | Anchorman 2: The Legend Continues        | Jack Lime              | Nominado— Mejor Pelea compartido con: (elenco de Anchorman 2: The Legend Continues) |
| 2014 | Walk of Shame                            | Gordon                 | |
| 2014 | X-Men: días del futuro pasado            | Scott Summers/Cíclope  | Cameo |
| 2014 | Welcome to Me                            | Rich                   | |
| 2014 | The Best of Me                           | Dawson Cole            | |
| 2014 | The Loft                                 | Chris Vanowen          | |
| 2015 | D-Train                                  | Oliver Lawless         | |
| 2015 | Accidental Love                          | Scott                  | |
| 2015 | Grizzly                                  | Rowan                  | |
| 2015 | Unfinished Business                      | Jim Spinch             | |
| 2017 | The Female Brain                         | Adam Simmons           | |
| 2017 | Shock and Awe                            | Warren Strobel         | |
| 2018 | Henchmen                                 | Hank                   | Voz |
| 2019 | Once Upon a Time in Hollywood            | Burt Reynolds          | Versión Extendida |
| 2020 | Sonic, la película                       | Tom Wachowski          | |
| 2021 | The Boss Baby: Family Business           | Tim Templeton          | Voz |
| 2021 | My Little Pony: A New Generation         | Hitch Trailblazer      | Voz |
| 2022 | Sonic 2, la película                     | Tom Wachowski          | |
| 2022 | Desencantada                             | Príncipe Edward        | |
| 2023 | Knox Goes Away                           | Miles                  | |
| 2023 | PAW Patrol: The Mighty Movie             | Hank                   | Voz |
| 2024 | Unfrosted                                | Jack LaLanne           | |
| 2024 | Sonic 3, la película                     | Tom Wachowski          | |
| 2025 | Mike & Nick & Nick & Alice               |                        | |
| 2026 | Avengers: Doomsday                       | Scott Summers/Cíclope  | |

### Televisión
| Año             | Título                              | Rol                     | Notas                                                                                          |
| --------------- | ----------------------------------- | ----------------------- | ---------------------------------------------------------------------------------------------- |
| 1993            | In the Line of Duty: Ambush in Waco | Steven Willis           | Película de televisión                                                                         |
| 1993            | Joe's Life                          | Brian                   | Episodio: "Parental Guidance Not Suggested?"                                                   |
| 1993            | The Nanny                           | Eddie                   | 2 episodios                                                                                    |
| 1993            | Saved by the Bell: The New Class    | Chad Westerfield        | Episodio: "Homecoming King"                                                                    |
| 1994            | Boogies Diner                       | Jason                   | Episodio #2.28                                                                                 |
| 1994            | Search and Rescue                   |                         | Película de televisión                                                                         |
| 1995            | Blossom                             | Josh                    | Episodio: "The Date"                                                                           |
| 1995            | Party of Five                       | Griffin Holbrook        | Episodio: "The Ides of March"                                                                  |
| 1995            | Touched by an Angel                 | Jake                    | Episodio: "Angels on the Air"                                                                  |
| 1996            | Gone in a Heartbeat                 | Michael Galler          | Película de televisión                                                                         |
| 1996            | 919 Fifth Avenue                    | Will                    | Película de televisión                                                                         |
| 1996–1997       | Second Noah                         | Ricky Beckett           | Personaje principal. 22 Episodios                                                              |
| 1997            | Bella Mafia                         | Luka                    | Película de televisión                                                                         |
| 1997            | On the Edge of Innocence            | Jake Walker             | Película de televisión                                                                         |
| 1998            | The Outer Limits                    | Brav                    | Episodio: "Rite of Passage"                                                                    |
| 2001–2002       | Ally McBeal                         | Glenn Foy               | Reparto principal (T 5). 13 Episodios                                                          |
| 2002            | Bram & Alice                        | Arnold Cooper           | Episodio: "Scribbling Rivalry"                                                                 |
| 2009            | Robot Chicken                       | Jason Chambers / Lion   | Voz, Episodio: "Especially the Animal Keith Crofford"                                          |
| 2011            | Modern Family                       | Barry                   | Episodio: "Slow Down Your Neighbors"                                                           |
| 2012–2013       | 30 Rock                             | Criss Chros             | 13 episodios Nominado—Premio del Sindicato de Actores al mejor reparto de televisión - Comedia |
| 2014–2016       | Wander Over Yonder                  | Sir Brad Starlight      | Voz, Episodios: "The Hero" y "The Enemies"                                                     |
| 2016–2022       | Westworld                           | Teddy Flood             | Reparto principal (T 1-2, 4)                                                                   |
| 2017            | Tour de Pharmacy                    | Rex Honeycut            | Película de televisión                                                                         |
| 2019–2022       | Dead to Me                          | Steve Wood / Ben Wood   | Netflix. Reparto principal                                                                     |
| 2020            | Mrs. America                        | Phil Crane              | Miniserie. 3 Episodios                                                                         |
| 2020–2021       | The Stand                           | Stu Redman              | Reparto principal                                                                              |
| 2023            | Jury Duty                           | Él mismo                | Reparto principal Nominado—Premio Primetime Emmy al mejor actor de reparto - Serie de comedia  |
| 2025 – presente | Paradise                            | Presidente Cal Bradford | Reparto principal                                                                              |

### Videos musicales
| Año  | Título                         | Artista                  | Personaje |
| ---- | ------------------------------ | ------------------------ | --------- |
| 1998 | "Got You (Where I Want You)"   | The Flys                 | Él mismo  |
| 2020 | "Imagine (Quarantine Edition)" | Artistas de "We Are One" | Él mismo  |

## Discografía
| Año  | Canción                             | Álbum                          |
| ---- | ----------------------------------- | ------------------------------ |
| 2000 | "Glow"                              | Gossip                         |
| 2007 | "True Love's Kiss" (con Amy Adams)  | Enchanted (Soundtrack)         |
| 2007 | "That's Amore"                      | Enchanted (Soundtrack)         |
| 2007 | "The Nicest Kids in Town"           | Hairspray (2007 soundtrack)    |
| 2007 | "(It's) Hairspray"                  | Hairspray (2007 soundtrack)    |
| 2021 | "If You Want to Sing Out, Sing Out" | The Boss Baby: Family Business |

## Premios y nominaciones

### Premios principales
Premios Primetime Emmy
| Año  | Premio/Categoría                                                   | Trabajo nominado | Resultado |
| ---- | ------------------------------------------------------------------ | ---------------- | --------- |
| 2023 | Premio Primetime Emmy al mejor actor de reparto - Serie de comedia | Jury Duty        | Nominado  |

Premios Globo de Oro
| Año  | Premio/Categoría                                       | Trabajo nominado | Resultado |
| ---- | ------------------------------------------------------ | ---------------- | --------- |
| 2024 | Mejor actor de reparto de serie, miniserie o telefilme | Jury Duty        | Nominado  |

Premios Grammy
| Año  | Premio/Categoría                                                                                    | Trabajo nominado | Resultado |
| ---- | --------------------------------------------------------------------------------------------------- | ---------------- | --------- |
| 2008 | Premio Grammy a la mejor recopilación de banda sonora para película, televisión u otro medio visual | Hairspray        | Nominado  |

Premios American Music
| Año  | Premio/Categoría      | Trabajo nominado | Resultado |
| ---- | --------------------- | ---------------- | --------- |
| 2007 | Banda sonora Favorito | Hairspray        | Nominado  |

### Otros premios
| Año  | Premio                                        | Categoría                                                                                           | Trabajo nominado                  | Resultado |
| ---- | --------------------------------------------- | --------------------------------------------------------------------------------------------------- | --------------------------------- | --------- |
| 2001 | Blockbuster Entertainment Award               | Blockbuster Entertainment Award al mejor actor de reparto - Ciencia Ficción                         | X-Men                             | Ganador   |
| 2001 | MTV Movie & TV Awards                         | MTV Movie Award al Mejor Equipo en Pantalla (compartido con Halle Berry, Hugh Jackman, Anna Paquin) | X-Men                             | Nominado  |
| 2007 | Hollywood Film Festival & Hollywood Awards    | Mejor Elenco del Año                                                                                | Hairspray                         | Ganador   |
| 2007 | Saturn Award                                  | Saturn Award al Mejor actor de reparto                                                              | Superman Returns                  | Nominado  |
| 2007 | Billboard Year End Charts                     | Top Independent Album of the Year                                                                   | Hairspray                         | Ganador   |
| 2008 | Premios de la Crítica Cinematográfica         | Mejor reparto                                                                                       | Hairspray                         | Ganador   |
| 2008 | Gold Derby Awards                             | Mejor reparto                                                                                       | Hairspray                         | Nominado  |
| 2008 | Palm Spring International Film Festival Award | Mejor reparto                                                                                       | Hairspray                         | Ganador   |
| 2008 | Screen Actors Guild Awards                    | Mejor reparto                                                                                       | Hairspray                         | Nominado  |
| 2008 | Teen Choice Award                             | Teen Choice Award al Mejor actor en película de comedia                                             | Enchanted y 27 Dresses            | Nominado  |
| 2010 | Teen Choice Award                             | Male Scene Stealer                                                                                  | Death at a Funeral                | Nominado  |
| 2011 | Online Film & Television Association Award    | Best Guest Actor in a Comedy Series                                                                 | Modern Family                     | Ganador   |
| 2011 | Savannah Film Festival                        | Spotlight Award, Premio Honorario                                                                   |                                   | Ganador   |
| 2012 | Gold Derby Awards                             | Best Guest Actor in a Comedy Series                                                                 | 30 Rock                           | Nominado  |
| 2014 | MTV Movie & TV Awards                         | Mejor Pelea(compartido con Will Ferrell, Paul Rudd, David Koechner, Steve Carrell)                  | Anchorman 2: The Legend Continues | Nominado  |
| 2014 | Screen Actors Guild Awards                    | Premio del Sindicato de Actores al mejor reparto                                                    | The Butler                        | Nominado  |
| 2014 | Screen Actors Guild Awards                    | Premio del Sindicato de Actores al mejor reparto de televisión - Comedia                            | 30 Rock                           | Nominado  |
| 2015 | Behind the Voice Actors Award                 | Best Vocal Ensemble in an Anime Feature Film/Special                                                | El cuento de la princesa Kaguya   | Nominado  |
| 2017 | Screen Actors Guild Awards                    | Outstanding Performance by an Ensemble in a Drama Series                                            | Westworld                         | Nominado  |
| 2021 | Screen Actors Guild Awards                    | Outstanding Performance by an Ensemble in a Comedy Series                                           | Dead to Me                        | Nominado  |
| 2023 | Premios de la Crítica Televisiva              | Mejor actor de reparto en una serie de comedia                                                      | Dead to Me                        | Nominado  |
| 2023 | Hollywood Critics Association TV Awards       | Mejor actor de reparto en una serie de streaming de comedia                                         | Dead to Me                        | Nominado  |
| 2023 | Hollywood Critics Association TV Awards       | Mejor actor de reparto en una serie de streaming de comedia                                         | Jury Duty                         | Nominado  |
| 2023 | Independent Spirit Awards                     | Mejor reparto de serie guionizada                                                                   | Jury Duty                         | Ganador   |
| 2023 | Premios de la Crítica Televisiva              | Mejor actor de reparto en una serie de comedia                                                      | Jury Duty                         | Nominado  |